# 王浑 (京陵公)
王渾（223年—297年9月4日），字玄沖，太原晉陽人，三國時曹魏及西晉時期將領，曹魏司空王昶之子。曾參與攻滅東吳的戰爭，協助西晉統一中國。王渾在西晉官至司徒。

## 生平

### 早年生活
王渾曾任大將軍曹爽的掾，正始十年（249年）司馬懿發動高平陵之變，斬殺曹爽，浑循例遭罷黜。爾後復出，先後任懷縣縣令、參安東將軍（司馬昭）軍事，散騎黃門侍郎、散騎常侍。咸熙年間改任越騎校尉。父親王昶死後承襲其爵位京陵侯。

### 主鎮地方
泰始元年十二月（266年），魏元帝曹奐禪讓帝位予司馬炎，西晉建立，王渾加任揚烈將軍，遷徐州刺史。在徐州刺史任內曾開倉賑濟饑荒，而深得人民信賴。後來，王渾又轉任東中郎將，監淮北諸軍事，並鎮守許昌。
王渾後又轉征虜將軍、改監豫州諸軍事、假節領豫州刺史。因豫州與東吳接壤，王渾就在當地宣揚西晉政府的威信，令很多不滿孫皓統治的東吳人士前來投靠西晉。後東吳將領武昌左部督薛瑩和夏口督魯淑號稱領兵十萬，分別進攻新息和弋陽；當時正值各州兵馬休息的日子，各地都少了一旅的兵力，東吳都不提防晉軍會到臨。但王渾則率軍悄悄渡過淮河，出其不意地攻擊東吳軍，並將其擊破。王渾後來又遷安東將軍，都督揚州諸軍事並鎮守壽春。此時東吳又在皖城大舉耕作，意圖為進攻儲蓄軍備。王渾於是派揚州刺史應綽督淮南諸軍進攻皖城的田地，不但擊破在當地鎮守的軍隊，更燒毀大量穀物、稻苗和船隻。王渾又在東面邊界列兵，觀察對面東吳的地形和城池，準備籌劃進攻方略。

### 平吳一統
咸寧五年（279年）十一月，司馬炎決定發動滅吳戰爭，王渾亦領兵從橫江出擊，又派部下進攻東吳各城，都一一擊破，东吴重兵把守的濡须、东关都被晋军绕过而没能阻拦晋军。東吳厲武將軍陳代和平虜將軍朱明見此更前來投降西晉。此時東吳荊州已大致落入晉軍之手，各路軍隊又攻向建業，孫皓於是派丞相張悌督丹陽太守沈瑩、護軍孫震和副軍師諸葛靚率三萬兵抵擋晉軍，張悌領兵渡江到牛渚並圍困王渾所派的城陽都尉張喬。王渾於是又派安東司馬孫疇和揚州刺史周浚進擊，並將吳軍擊破，張悌、沈瑩和孫震都戰死，又殺了七千八百多人，震驚東吳。及後孫皓派使者送降書給王渾、王濬和琅邪王司馬伷，但王渾因按兵不動，而王濬則一路沿長江到建業，並受降後才渡江。王濬當時因從蜀地直攻至建業而威名遠播，但王渾卻認為他自己率先攻破孫皓中央的軍隊，功勞應當最大，只因當時按兵不動才令王濬比他更快到建業；故此王渾非常不甘心，後悔沒有在擊破張悌後立刻進攻建業，更加多次上奏要揭發王濬的罪狀，稱他不受節度，要求要用檻車押王濬回洛陽，但司馬炎都不應允，而王渾此舉更被人譏諷。及後，司馬炎稱許王渾的軍功，讓他進爵為京陵公，增邑八千戶。王渾及後轉任征東大將軍，重新鎮守壽春。當時王渾不常用刑，處事果斷，而且又妥善安撫了當時心中畏懼西晉政權的東吳遺民，令江東都安定起來，民心都歸附。

### 位至三公
太康六年（285年）正月，王渾被徵召為尚書左僕射，加散騎常侍。此時司馬炎聽從荀勖等人的建議，打算讓一直在洛陽任官的弟弟齊王司馬攸送返封國，王渾上書諫止但司馬炎不聽。太熙元年（290年）正月，王渾升任司徒。不久司馬炎逝世，太子司馬衷繼位，王渾又加任侍中，封國又獲賜士官的殊榮。次年，皇后賈南風聯合楚王司馬瑋誅除輔政的太傅楊駿和他的黨羽，剷除楊氏的勢力後，司馬瑋又意圖殺新任的太宰汝南王司馬亮奪權，手下公孫宏勸司馬瑋找身為舊臣的王渾支持，穩定眾人的心，但王渾卻以疾病為由回府第，又命府第一千多名家兵閉門抗拒司馬瑋，司馬瑋不敢強逼。同年，司馬瑋殺司馬亮後，賈南風又誅殺司馬瑋，並總攬朝政，王渾此時則帶兵前來上任司徒，獲加錄尚書事。
王渾早前任官都有非常好的稱譽，但自從任司徒後，聲望卻日漸減退。元康七年八月初一日（297年9月4日），王渾逝世，享年七十五歲，謚號為元公。

## 性格特徵
- 史稱他沉雅有器量，但在他在平滅東吳後與王濬爭功而心生不忿，更上書誣告王濬違反節度要除去他，這種行為在當時惹來譏諷。其後在楊駿被誅後，王渾以舊臣而獲增加所領士兵，但王渾則以司徒是文職和一時得寵為由拒絕增兵，都讓他們為官屬所管。當時的人則認為他謙虛而識體。
- 王渾跟當時的匈奴任子劉淵結交。齊王司馬攸見劉淵後，更建議武帝司馬炎殺劉淵，以免日後回匈奴五部所在的并州後會禍亂當地，但王渾反對，武帝同意王渾所言而沒有殺劉淵。然而劉淵在數十年後趁八王之亂時自立漢趙，也間接影響了西晉的政權覆滅。[5]

## 家庭

### 兄弟姐妹
- 王深，冀州刺史
- 王俊
- 王沦，曹魏大将军参军
- 王湛，西晋汝南郡太守、关内侯

### 妻
- 鍾琰，一名鍾琰之，鍾繇曾孫女（《世說新語·賢媛》）
- 颜氏。徐州民女，王浑任徐州刺史时娶为后妻，但成礼时没有答拜，故其子王济不视之为后母，而视为妾（《世说新语·尤悔》）

### 子女
- 王尚，王渾長子[6]，王渾擊退薛瑩等軍後因父功而獲封關內侯，早死。
- 王濟，王渾次子，嗣子[7]，為人奢侈。在西晉官至侍中。
- 王澄，王渾三子，王渾平滅東吳後獲封亭侯，既有辯才又有才思文采，曾任清要顯達的職位。
- 王汶，王渾四子，既有辯才又有才思文采，曾任清要顯達的職位。
- 王氏，嫁卫恒，生衛玠
- 王氏，嫁裴楷

### 孫
- 王卓，王濟庶長子，嗣子，任給事中。
- 王聿，王濟庶次子，嗣嫡母常山公主而封敏陽侯。